# 芥見下々
芥見 下々（あくたみ げげ、1992年2月26日 - ）は、日本の漫画家。岩手県出身。代表作は『呪術廻戦』。

## 略歴
少年時代から『週刊少年ジャンプ』（集英社）の愛読者であり、特に長期連載された『BLEACH』の大ファンであった。転校先にジャンプ好きの同級生がおり、そのグループらと絵を描くうちに漫画家になる夢を意識し始める（小学5年生頃）。
その後もアマチュアとして漫画を描き続けていたが、高校卒業後の進路でプロの漫画家を志望。投稿作品の持ち込み先が『週刊少年ジャンプ』か『月刊アフタヌーン』（講談社）の二択であったが慣れ親しんだジャンプを選択し、以来現在まで集英社との縁が続くようになった。
2017年、『ジャンプGIGA』にて『東京都立呪術高等専門学校』を連載。翌2018年より『週刊少年ジャンプ』にて『呪術廻戦』を連載開始。同作は2020年にアニメ化された。

## 人物
顔出しをNGにしている。コミックスなどの著者画像はイラストで対応し、『呪術廻戦』連載時は「単眼の猫」を用いている。
過去に叶恭弘のアシスタントを務めている。
ホラー系のものは何でも大好きであり、好きなホラー小説に平山夢明の『異常快楽殺人』とジャック・ケッチャムの『オフシーズン』、ホラー映画には『ゲット・アウト』や『ヘレディタリー/継承』を挙げている。

## 作品リスト
太字は連載作品。

- 神代捜査（『少年ジャンプNEXT!!』2014 vol.2） - デビュー作[1]。
- No.9（『少年ジャンプNEXT!!』2015 vol.2）
- No.9（『週刊少年ジャンプ』2015年46号）
- 二界梵骸バラバルジュラ（『週刊少年ジャンプ』2016年44号）
- 東京都立呪術高等専門学校（『ジャンプGIGA』2017 vol.1 - 2017 vol.4）
- 呪術廻戦（『週刊少年ジャンプ』2018年14号 - 2024年44号）

## 関連人物
- 依田瑞稀 - 芥見のアシスタントを務めた[11]。